# ZhongTong Sunny City
Der Zhong Tong Sunny City  ist ein Linienbus-Modell des chinesischen Herstellers Zhong Tong. Er wird in Liaocheng, Shandong, Volksrepublik China gebaut.
Der Linienbus ist als Low-Entry-Bus oder auch als Voll-Niederflurbus mit Vorder- und Mitteltür ausgestattet, dabei kann die vordere Tür als Einzeltür oder auch als Doppeltür ausgeführt sein. 

## Motoren
Über den deutschen Importeur ZT Bus AG wird der Sunny nur mit Cummins-Motoren angeboten, da für diese Motoren in Deutschland die Ersatzteilbeschaffung günstiger ist, im Gegensatz zu Motoren aus chinesischer Herstellung, z. B. von Waichai, Yuchai, oder anderen, mit denen er in China geliefert werden kann.